# Lamont (Washington)
Lamont es un pueblo ubicado en el condado de Whitman en el estado estadounidense de Washington. En el año 2000 tenía una población de 106 habitantes y una densidad poblacional de 142,5 personas por km².

## Geografía
Lamont se encuentra ubicada en las coordenadas 47°12′2″N 117°54′16″O / 47.20056, -117.90444.

## Demografía
Según la Oficina del Censo en 2000 los ingresos medios por hogar en la localidad eran de $32.778, y los ingresos medios por familia eran $32.750. Los hombres tenían unos ingresos medios de $31.250 frente a los $16.250 para las mujeres. La renta per cápita para la localidad era de $10.026. Alrededor del 15,4% de la población estaban por debajo del umbral de pobreza.